# Gustav III:s amatörteatersällskap

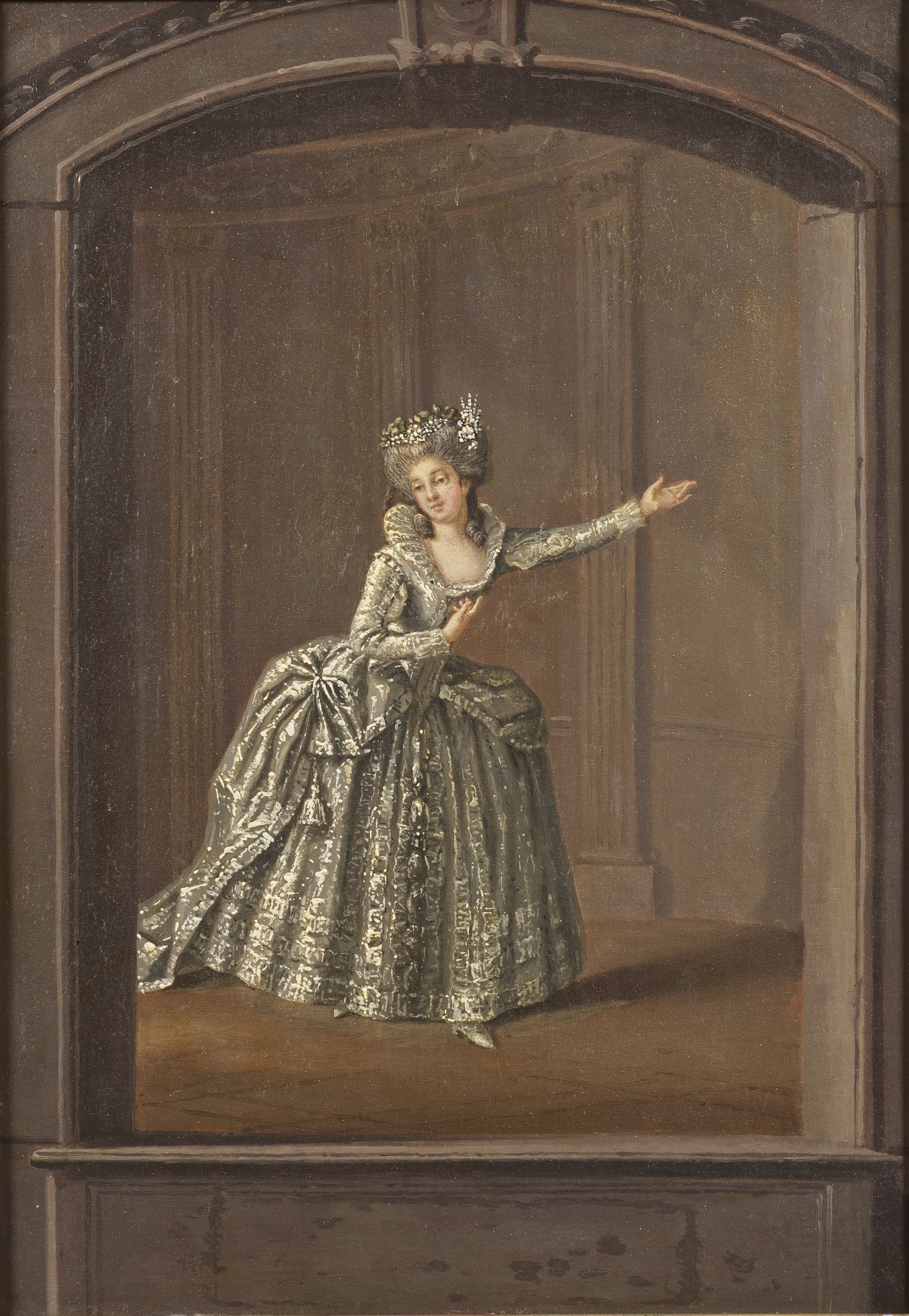
Hedvig Ulrika De la Gardie som skådespelare i Gustav III:s amatörteatersällskap, (Pehr Hilleström d.ä.) Nationalmuseum.

Gustav III:s amatörteatersällskap var ett amatörteatersällskap bestående av medlemmar ur det kungliga hovet, som uppförde skådespel inför kungafamiljen och hovet under Gustav III:s regeringstid. Även kungen själv och kungafamiljens medlemmar uppträdde i sällskapet.  Det är ovisst om det bör betraktas som ett sammanhängande och fast organiserat sällskap, förutom under perioden 1775-76 och 1782-83. 

## Historia
Sällskapet grundades på Gripsholms slott under hovets vistelse där vintern 1775-76.  Det fanns då ett stort intresse för skådespel vid hovet, men få möjligheter att tillfredsställa det sedan det professionella franska teatersällskapet Du Londel hade avskedats. 
Bland de mest framstående medlemmarna i sällskapet räknas Caroline Lewenhaupt, Carl von Fersen, Hedvig Ulrika De la Gardie, Nils Barck, Maria Aurora Uggla, Otto Jacob von Manteuffel Zöge, Bror Cederström samt systrarna Ulla von Höpken och Augusta Löwenhielm. Det sades: 
"Utom konungen voro de främste aktörerna hertig Karl, enligt många samtidas vittnesbörd en ganska god skådespelare; grefve Nils Barck, en af hofvets älskvärdaste personligheter och såsom aktör af en lika sällsynt som obestridd talang; vidare grefve Karl von Fersen, hvilken, oaktadt han af naturen var begåfvad med alla de egenskaper, som skapa en stor man, beständigt satte sina nöjen framför göromål af hvad slag som helst och ansåg det täcka könets ynnest mera värd än ett konungarike. Ännu vid sextio års ålder spelade han älskare con amore. Primadonnorna voro fröknarna Caroline Lewenhaupt och drottningens favorit Marianne Aurore Uggla."
Sällskapet utlöste en varaktig amatörteaterverksamhet vid hovet, där det därefter blev mycket vanligt att arrangera teaterföreställningar, tablåer och baletter vid högtidliga och festliga tillfällen och som nöje och tidsfördriv. Teatersällskapet tycks däremot inte ha haft någon fast organisation som kan definiera det som ett sammanhängande sällskap eller förening. Vintern 1782-83 noterades det att teatersällskapet hade återuppstått, vilket kan tolkas som att det inte betraktades som ett fast sällskap. Efter vintern 1783 tycks det återigen ha blivit en mer löst organiserad sysselsättning vid hovet. 

### Galleri

Gustaf Mauritz Armfelt och Carl Adam Wrangel af Adinal.
Karl XIII, 1748-1818, konung av Sverige och Norge (Pehr Hilleström d.ä.).
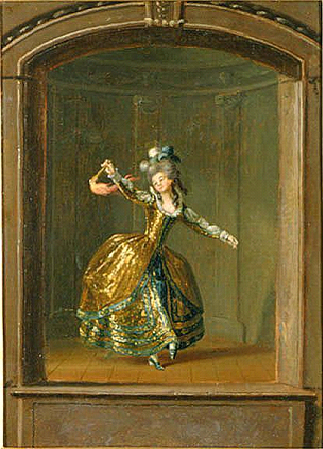
Ulrika Eleonora von Fersen.
Carl Göran Bonde.
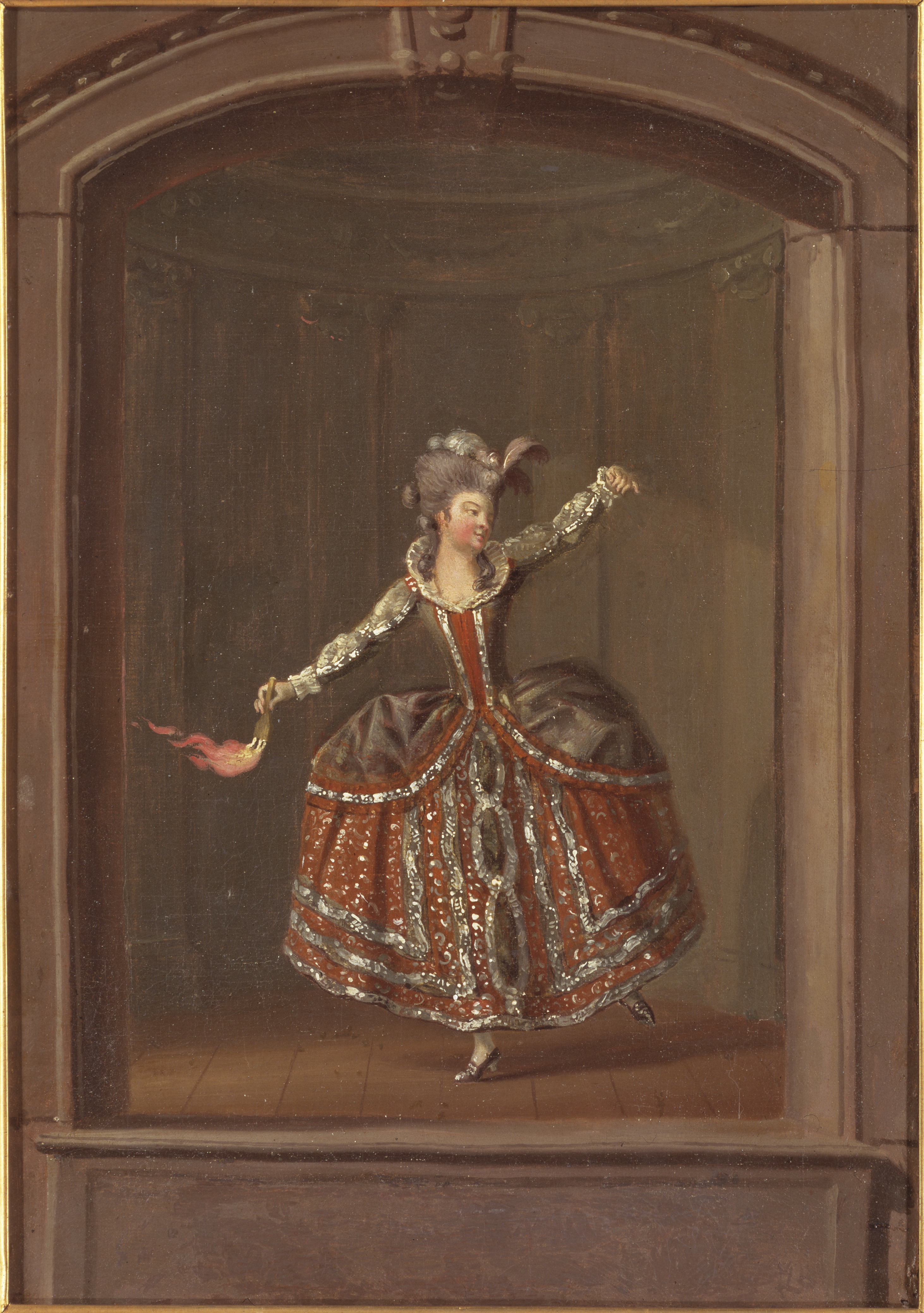
Christina Augusta von Fersen.
Georg Johan De Besche.
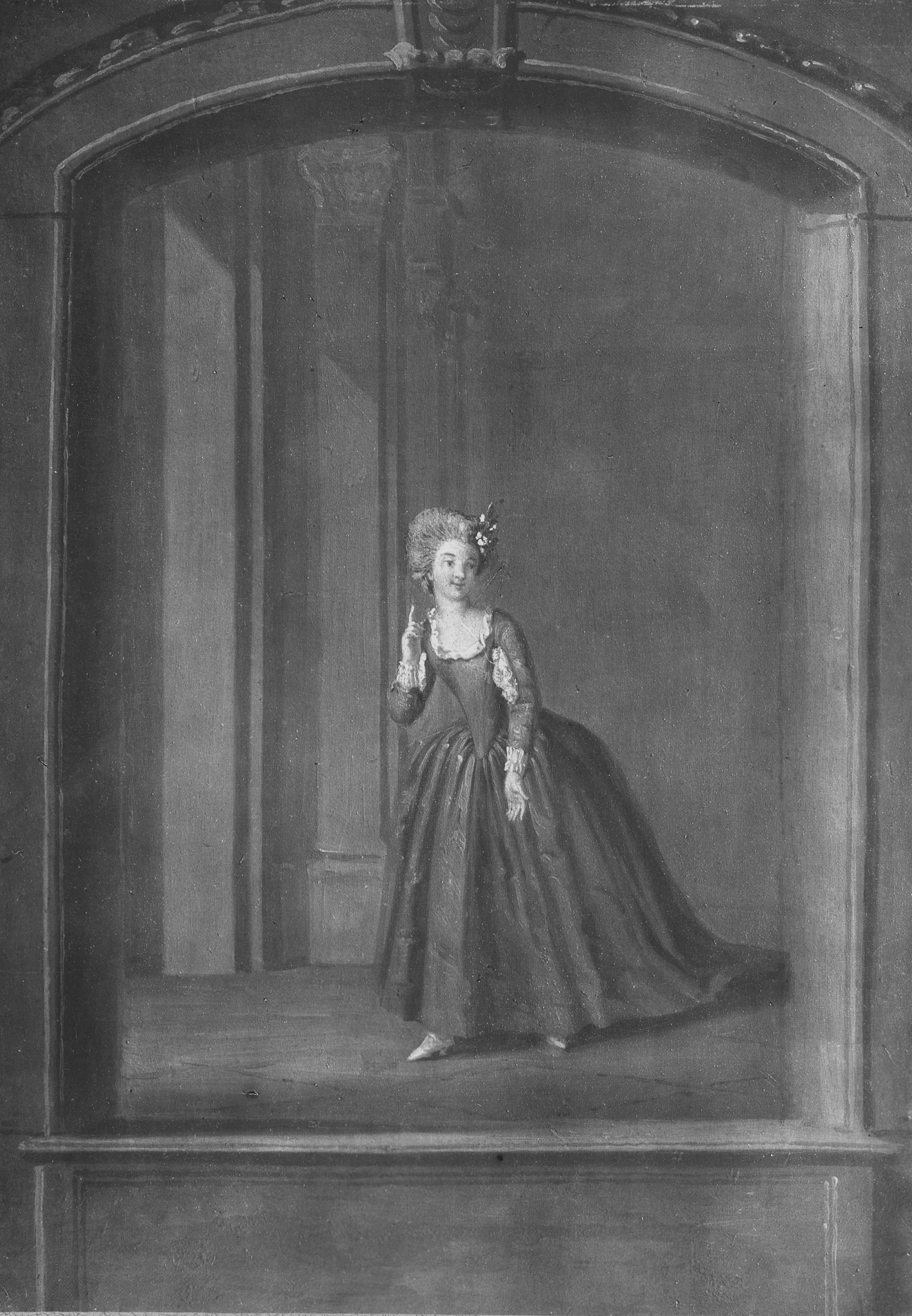
Christina Charlotta Gyldenstolpe.
Gustaf Mauritz Armfelt.
Karl Adam Wachtmeister, 1740-1820, af Björkö (Pehr Hilleström d.ä.).
Christina Charlotta Sinclair, 1750-1806 g. Montgomery (Pehr Hilleström d.ä.).
Carl Ludvig von Boltenstern.